# Ctenitis aciculata
Ctenitis aciculata är en träjonväxtart som först beskrevs av Bak., och fick sitt nu gällande namn av Ren-Chang Ching. Ctenitis aciculata ingår i släktet Ctenitis och familjen Dryopteridaceae. Inga underarter finns listade.